# Ермінув
Ермінув (пол. Erminów) — село в Польщі, у гміні Рибно Сохачевського повіту Мазовецького воєводства.
Населення — 153 особи (2011).
У 1975-1998 роках село належало до Скерневицького воєводства.

## Демографія
Демографічна структура станом на 31 березня 2011 року:
|          | Загалом | Допрацездатний вік | Працездатний вік | Постпрацездатний вік |
| -------- | ------- | ------------------ | ---------------- | -------------------- |
| Чоловіки | 77      | 19                 | 48               | 10                   |
| Жінки    | 76      | 14                 | 42               | 20                   |
| Разом    | 153     | 33                 | 90               | 30                   |